# Дзвіниця церкви Святого Духа (Львів)

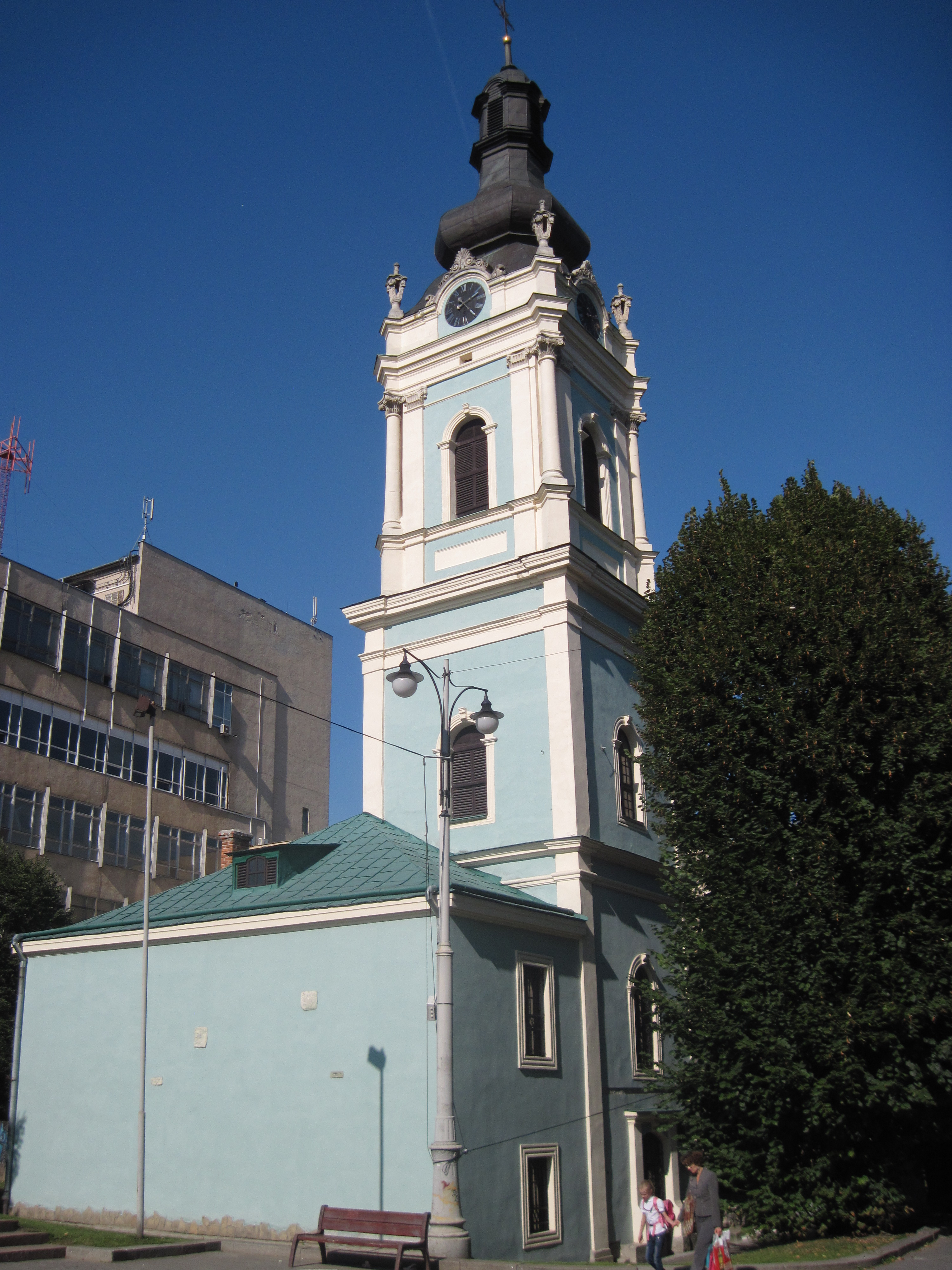
Дзвіниця церкви Святого Духа (осінь 2014)

Дзвіниця церкви Святого Духа — пам'ятка історії та архітектури пізнього бароко у місті Львів. Знаходиться на вулиці Коперника, 36.

## Відомості
На місці церкви та дзвіниці існував монастир та костел Святої Катерини Сієнської. Монастир було закладено 1627 року на Галицькому передмісті при Сокільницькій дорозі (нині вул. Коперніка).
1729 року тут коштом Теофілі з Лещинських Вишнівецької, дружини Януша Антонія Вишневецького, був побудований жіночий монастир римо-католицького ордену домініканок з костелом. Фундаторка потім стала тут черницею.
Будова тривала до 1750-х років. Тоді за проектом Мартина Урбаніка було збудовано барокову дзвіницю
На початку австрійського правління орден був ліквідований, 1783 року монастир віддали греко-католикам, які організували в ньому духовну семінарію. Костел був переосвячений на церкву Святого Духа. Храм був однонавний, з напівкруглою апсидою.
У семінарії навчався Маркіян Шашкевич та багато інших галицько-руських (українських)письменників та громадських діячів.
На вежі встановлено годинник з давнього Скиту Манявського (1786 року, відремонтований у 1987 році). У фронтальну стіну вежі у 1890-х років була вмурована таблиця з написом «Istructioni Cleri Religiones Firmamento vovit Iosephus II. Any. Anno MDCCL XXXIII».
У вересні 1939 році внаслідок нальоту німецької авіації будівлі семінарії і церкви були повністю зруйновані. Від комплексу жіночого монастиря збереглася лише вежа, звана дзвіницею церкви Святого Духа.

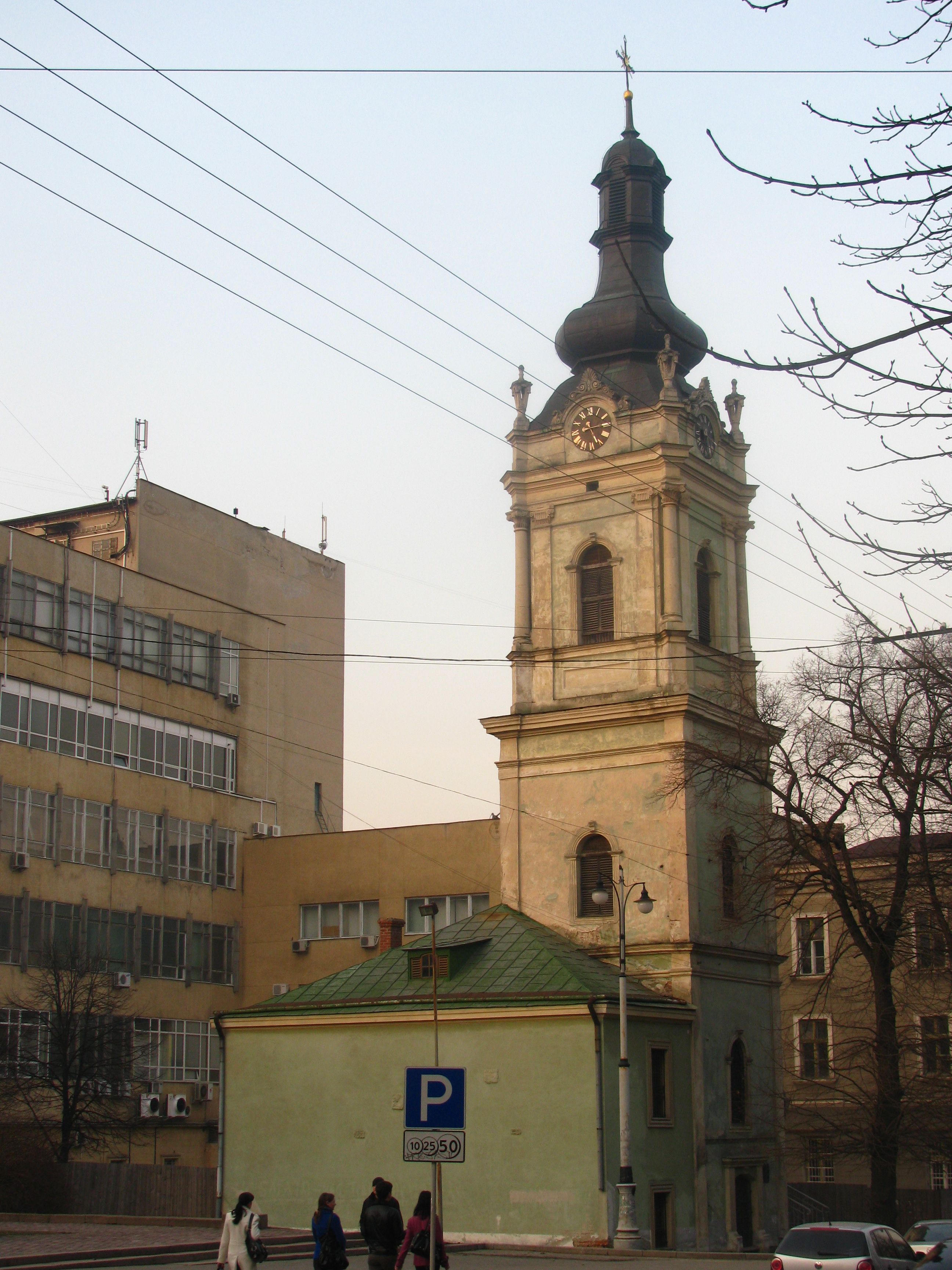
Дзвіниця церкви Святого Духа (2010)

Споруда кам'яна, квадратна в плані, триярусна, з бароковим завершенням і витесаними з каменю вазами по кутах. Кожен ярус фланковано пілястрами та напівколонами. Аркові ніші прикрашені обрамленнями. Баштовий годинник створений в 1786 році (відремонтований в 1987), годинник походить зі скиту Манявського.
1987 року до споруди прибудували музейні приміщення. У вежі і дзвіниці розмістився музей книги «Русалка Дністрова», першої книги, виданої Руською трійцею народною українською мовою.
За музеєм, на невеликій площі встановлений пам'ятник з бронзи засновнику «Русалки Дністрової» Маркіяну Шашкевичу (1811—1843) (скульптори: Дмитро Крвавич, Микола Посікіра, архітектори В. Дубініна та Михайло Федик, 1990 рік)
Стараннями народного депутата Петра Писарчука 2011 року здійснена реставрація дзвіниці церкви Святого Духа та приміщень музею «Русалки Дністрової» у Львові.